# Heinrich Dipper (Jurist)
Heinrich Dipper (* 25. Juli 1902 in Marbach am Neckar; † 28. September 1987) war ein deutscher Verwaltungsjurist und Ministerialbeamter.

## Werdegang
Dipper kam als Sohn des Geistlichen Heinrich Gottlob Dipper (1868–1945) und der Klara Lechler (1878–1957) zur Welt. Er studierte Rechtswissenschaften und schloss 1926 an der Universität Tübingen mit Promotion ab. Er war Regierungsrat in Kirchheim/Teck und Geislingen (Steige). Unter Eduard Leuze war er Ministerialdirektor im baden-württembergischen Wirtschaftsministerium.
Ab 1968 war er Vorsitzender des Deutschen Instituts für Ärztliche Mission.

## Ehrungen
- 1967: Großes Verdienstkreuz mit Stern der Bundesrepublik Deutschland